# 마에다 나오키 (1994년)
마에다 나오키(일본어: 前田 直輝, 1994년 11월 17일 ~ )는 일본의 축구 선수이며, 현재 J1리그의 나고야 그램퍼스에서 뛰고 있다.

## 구단 경력
그는 2012년부터 J리그의 도쿄 베르디, 마쓰모토 야마가 FC, 요코하마 F. 마리노스, 나고야 그램퍼스에서 뛰었다.